# Волосатковые
Волосатковые, или волосатые рогатки (лат. Hemitripteridae) — семейство морских лучепёрых рыб из отряда скорпенообразных.
Длина тела от 8 см (бычок-парусник) до 73 см (улька), всё тело покрыто очень маленькими шипиками. У волосаток голова большая уплощенная, с очень широким ртом, усаженным многочисленными мелкими зубами. Верх головы с различными костными выступами, а вся голова покрыта множеством плоских кожистых усиковидных придатков. Тело покрыто кожными выростами различной формы и размера. У усатых бычков голова довольно маленькая, на рыле и подбородке расположены длинные усики. Тело высокое, сильно сжатое с боков. В отличие от всех других рогатковидных рыб у всех волосатковых, кроме двулопастного бычка, первые несколько лучей первого спинного плавника удлинены, из-за чего он намного длиннее второго. У бычка-парусника он достигает высоты половины длины тела. Во втором спинном плавнике 11—30 мягких лучей, в анальном 11—12. В брюшных плавниках по 1 колючему жесткому и 3 мягких луча. Лучей жаберной перепонки 6. Позвонков 35—41. Плавательный пузырь отсутствует.
Хищники, питаются рыбой и беспозвоночными, волосатки могут заглатывать добычу почти такой же длины, как они сами.
Атлантическая волосатка распространена в северо-западной акватории Атлантического океана, все остальные виды в северной и восточной акваториях Тихого. Большинство видов обитают от литорали до глубин не более 200 м, однако некоторые встречаются и на глубинах свыше 420 м. Донные рыбы.

## Классификация
В семействе волосатковых 3 рода с 8 видами:
- Усатые бычки (Blepsias)
  - Двулопастной бычок (Blepsias bilobus)
  - Бычок-бабочка (Blepsias cirrhosus)
- Волосатки (Hemitripterus)
  - Атлантическая волосатка (Hemitripterus americanus)
  - Улька (рыба) (Hemitripterus bolini)
  - Тихоокеанская волосатка (Hemitripterus villosus)
- Бычки-кораблики (Nautichthys)
  - Бычок-парусник (Nautichthys oculofasciatus)
  - Бычок-кораблик (Nautichthys pribilovius)
  - Nautichthys robustus

## Галерея

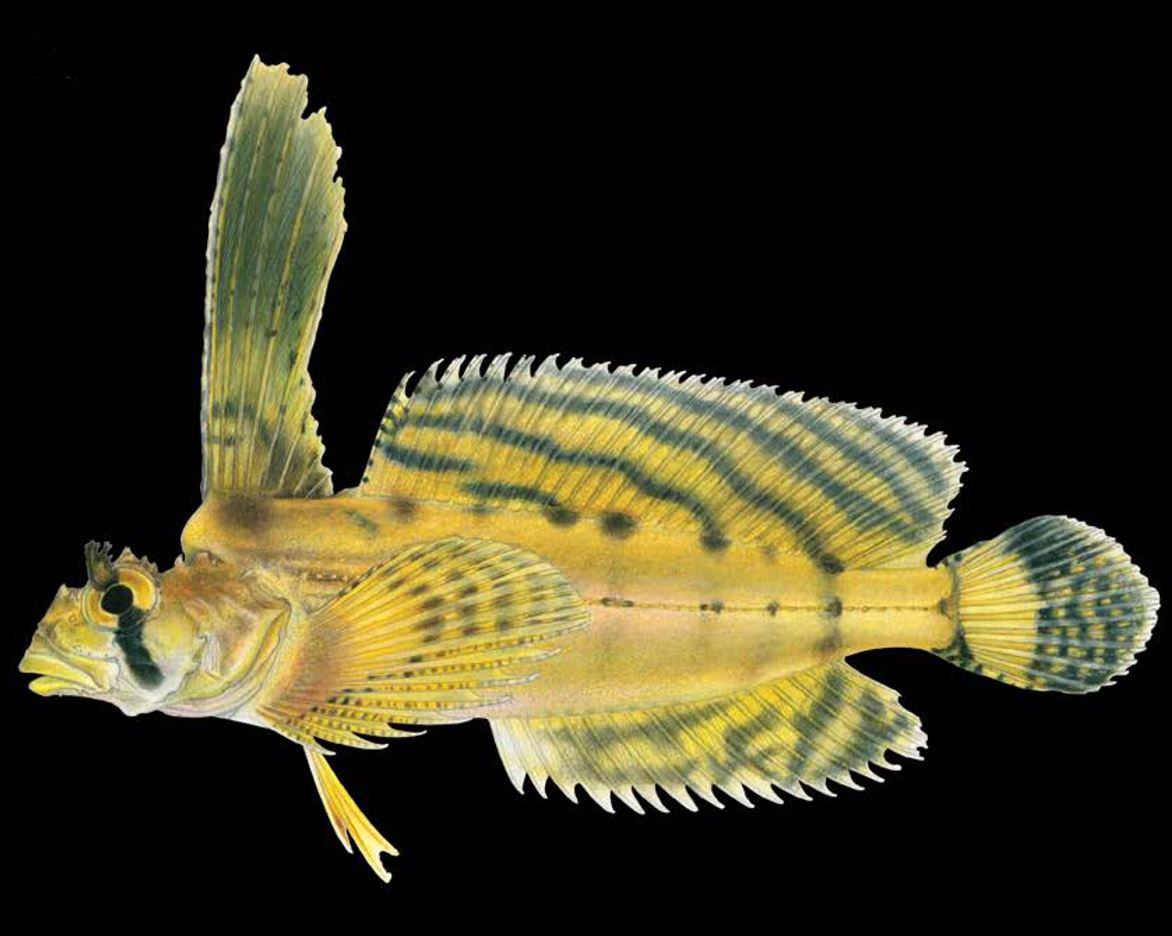
Бычок-парусник (Nautichthys oculofasciatus)
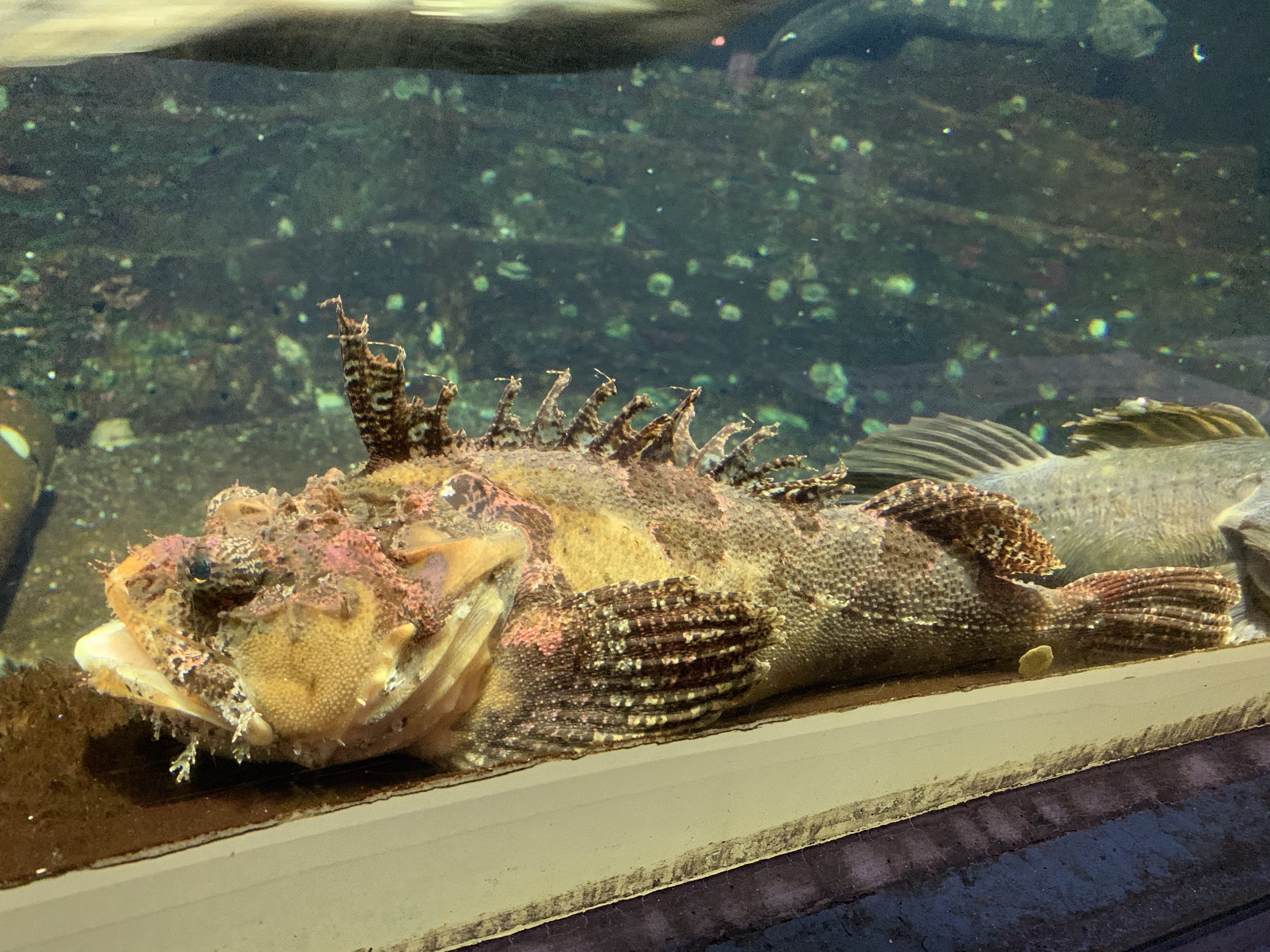
Тихоокеанская волосатка (Hemitripterus villosus)
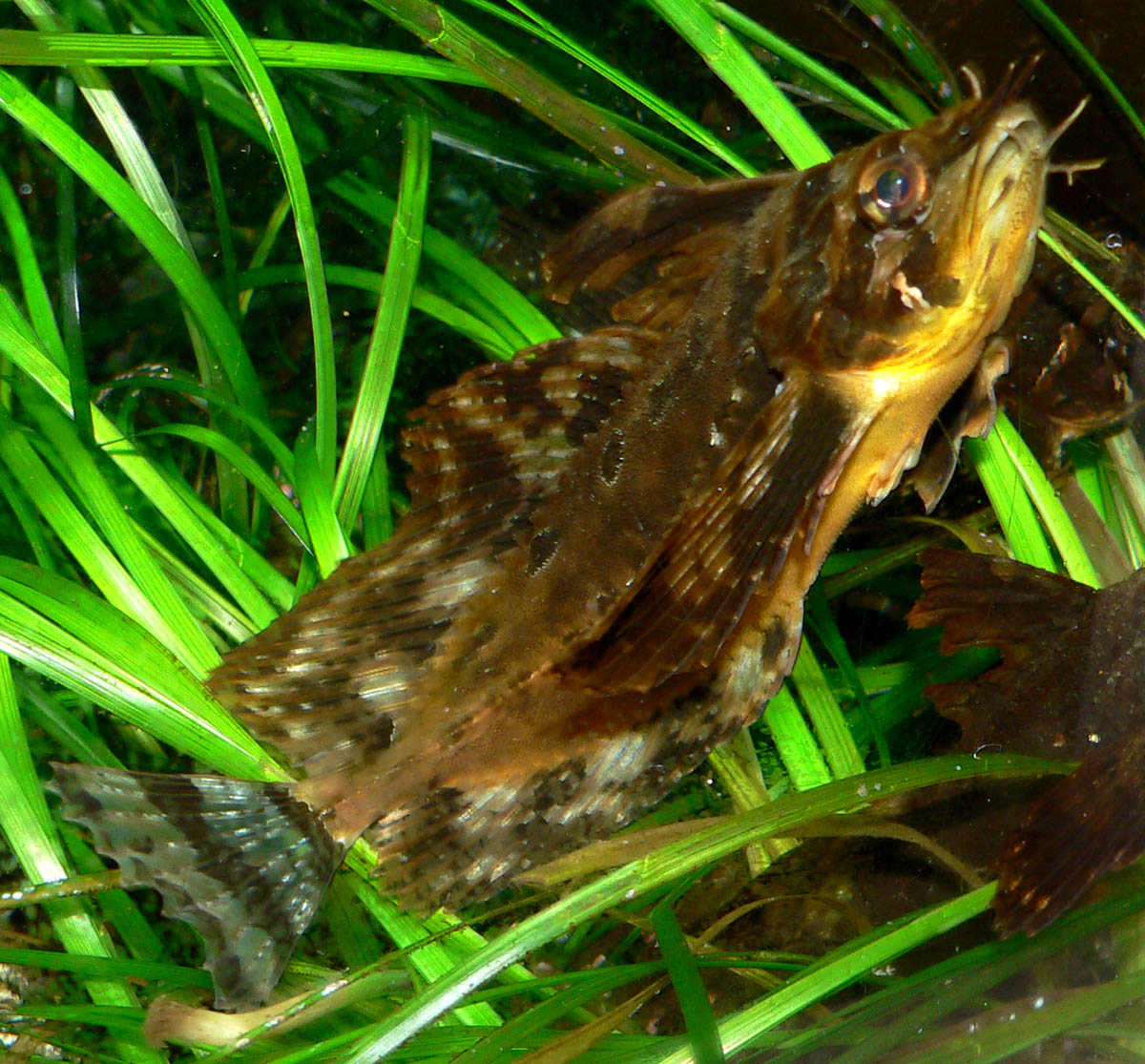
Бычок-бабочка (Blepsias cirrhosus)
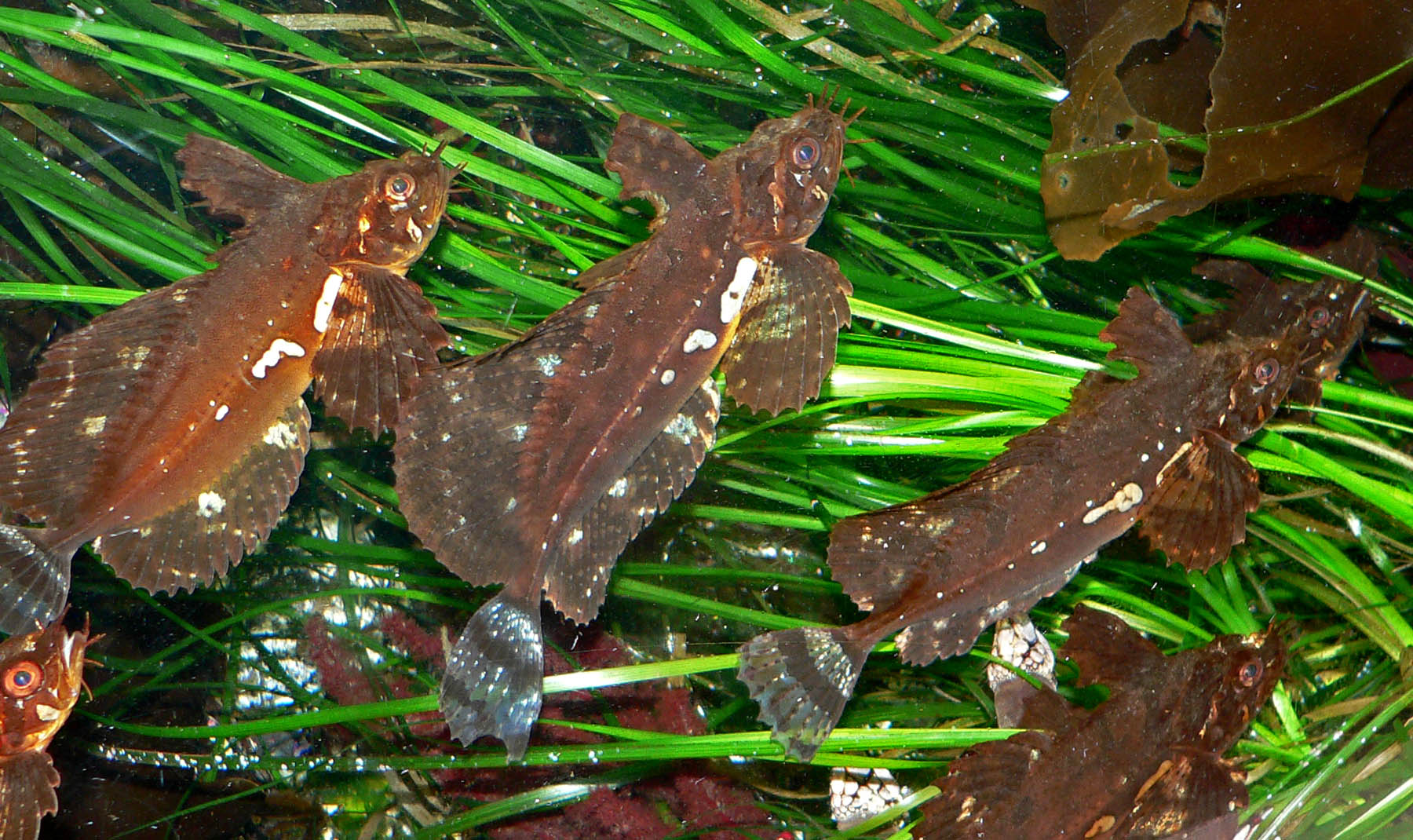
Бычки-бабочки (Blepsias cirrhosus)
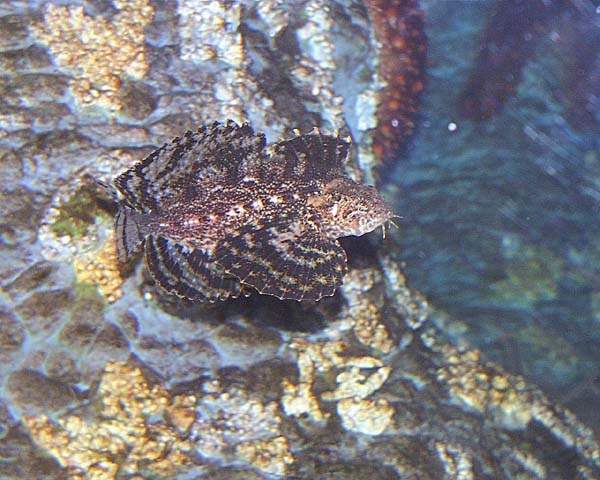
Двулопастной бычок (Blepsias bilobus)